# 1951年の日本競馬
1951年の日本競馬（1951ねんのにほんけいば）では、1951年（昭和26年）の日本競馬界についてまとめる。
馬齢は旧表記で統一する。
1950年の日本競馬 - 1951年の日本競馬 - 1952年の日本競馬

## できごと

### 1月 - 3月
- 3月31日 - 農林大臣は省令第15号をもって、国営競馬実施規則の一部を改正、重勝式投票券の発売を国営競馬でも実施することとした。しかし、この当時導入された三重勝式投票券は対象競走が第1競走から第3競走と早朝で、かつ的中が難しいことから人気を得られず、のちの1961年（昭和36年）に発売を中止している[1]。

### 4月 - 6月
- 4月9日 - 競馬法の一部改正案が国会を通過し、法律第141号として公布された。これは現在開催することのできない事情にある競馬場の回数を他の競馬場において行い、国営競馬の収入増を図るものである[1]。
- 4月22日 - 第1回東京杯が行われる。第1回の優勝馬はトサミドリ、優勝騎手は田中康三[2]。
- 4月28日 - 省令第24号による国営競馬実施規則の改正により、法人の馬主登録が認められるようになる[1]。
- 5月22日 - 法律第156号により、地方競馬場の所在市町村で、地方財政委員会が適当と認めたものは年2回競馬を開催できるようになる[1]。
- 6月3日 - 全日本馬主協会連合会結成のための連絡協議会が開かれる[1]。
- 6月20日 - 10戦10勝の戦績で東京優駿を制したトキノミノルが急死。幻の名馬と惜しまれた[1]。
- 6月29日 - 省令第43号により国営競馬実施規則が改正され、3歳馬の地方交流競走が廃止された[1]。

### 7月 - 9月
- 7月1日 - 第1回安田賞が行われる。第1回の優勝馬はイッセイ、優勝騎手は保田隆芳[2]。
- 7月7日 - 全日本馬主協会連合会の第1回理事会が開かれ、会長に栗林友二が選ばれる[1]。
- 7月8日 - 東京競馬場に俳優の早川雪洲とケニー・ダンカンが来場、それを記念して「ダンカンレース」が開催される[2]。
- 8月28日 - 全国公営競馬主催者協議会が設立される[1]。

### 10月 - 12月
- 11月1日 - 競馬部は繋駕速歩競走についての国営競馬実施規則の臨時特例に関する省令を制定する。これにより翌年10月までの間、調教師は繋駕速歩競走に関してのみ騎手を兼ねることができるようにしたものである。また、同時に翌年7月以降に3歳馬が速歩競走に出走できることに改めた[2]。
- 12月26日 - 日本調教師騎手会が設立認可される[1]。
- 12月 - 進駐軍に接収されていた逆瀬川の競馬用地が解除される[3]。

### その他
- 青森県青森競馬場が廃止される[2]。
- 朝鮮戦争の影響のため、函館競馬場は警察予備隊の訓練場として接収される。函館競馬場は通年開催せず、一方で札幌競馬場が年3回の開催となった[3]。

## 競走成績

### 公認競馬の主な競走
- 第11回桜花賞（阪神競馬場・4月22日）優勝：ツキカワ（騎手：清田十一）
- 第23回天皇賞（春）（京都競馬場・5月5日） 優勝：タカクラヤマ（騎手：橋田俊三）
- 第11回皐月賞（中山競馬場・5月13日）優勝：トキノミノル（騎手：岩下密政）
- 第18回東京優駿競走（日本ダービー）（東京競馬場・6月3日) 優勝：トキノミノル（騎手：岩下密政）
- 第12回菊花賞（京都競馬場・11月3日） 優勝：トラツクオー（騎手：小林稔）
- 第24回天皇賞（秋）（東京競馬場・11月11日） 優勝：ハタカゼ（騎手：保田隆芳）
- 第12回優駿牝馬（オークス）（東京競馬場・11月18日) 優勝：キヨフジ（騎手：阿部正太郎）

### 障害競走
- 第27回中山大障害（春）（中山競馬場・5月20日）優勝 : ツキヤス（騎手 : 古山良司）
- 第28回中山大障害（秋）（中山競馬場・12月16日）優勝： ミツタヱ（騎手：渡辺正人）

## 誕生
この年に生まれた競走馬は1954年のクラシック世代となる。

### 競走馬
- 4月4日 - ヤマイチ
- 4月8日 - タカオー
- 5月5日 - ゴールデンウエーブ
- 5月11日 - ダイナナホウシユウ
- 9月17日 - ミツドフアーム

### 人物
- 1月1日
  - 内田国夫騎手（JRA）
  - 宗石大騎手、調教師（高知）
- 1月16日 - 堂山芳則騎手、調教師（ホッカイドウ）
- 2月7日
  - 西浦勝一騎手、調教師（JRA）
  - 高橋義博調教師（JRA）
- 2月8日 - 吉沢宗一騎手（JRA）
- 2月14日 - 坂井千明騎手（JRA）
- 2月18日 - 赤羽秀男騎手（JRA）
- 2月25日 - 田中道夫騎手、調教師（兵庫）
- 5月11日 - 浅見秀一調教師（JRA）
- 6月1日 - 寺井千万基騎手（JRA）
- 6月5日 - 蛯沢誠治騎手（JRA）
- 9月22日 - 藤沢和雄調教師（JRA）
- 10月4日 - 古賀史生調教師（JRA）
- 10月16日 - 金山明彦騎手、調教師（ばんえい）
- 11月10日 - 小島貞博騎手、調教師（JRA）
- 11月24日
  - 東信二騎手（JRA）
  - 柄崎孝調教師（JRA）
- 12月4日 - 堀井雅広騎手、調教師（JRA）
- 12月5日 - 本間光雄騎手、調教師（浦和）
- 12月16日 - 田中清隆騎手、調教師（JRA）
- 12月29日 - 坪憲章調教師（JRA）

## 死去

### 競走馬
- 6月20日 - トキノミノル
- 8月13日 - カブトヤマ